# Dysfonctionnement cricopharyngé rétrograde
 (janvier 2025).

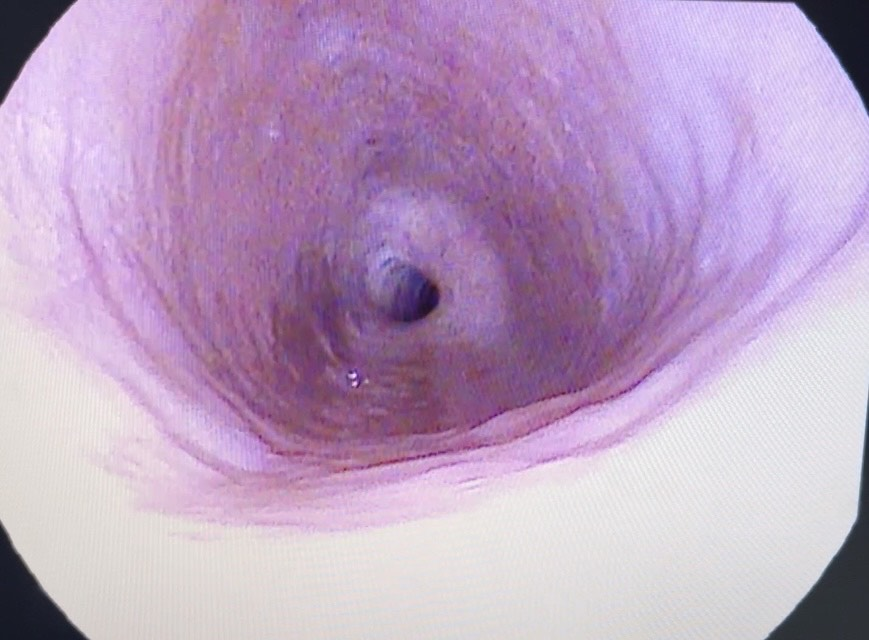
Un œsophage élargi en raison d’air emprisonné. Ce symptôme fréquent du DCPR provoque des douleurs thoraciques, des gargouillis et d’autres symptômes.Cette photo fut prise à l'aide d'un laryngoscope, sans air insufflé.

Le dysfonctionnement cricopharyngé rétrograde (DCPR ou Retrograde Cricopharyngeus Dysfunction) est une maladie identifiée pour la première fois par le Dr Robert Bastian du Bastian Voice Institute, caractérisée par l'incapacité de roter des personnes qui en sont atteintes. Certaines personnes atteintes de cette maladie sont également incapables de vomir, ou n'y parviennent que très difficilement. Cette maladie est chronique et est généralement observée pour la première fois à l’adolescence, mais aussi parfois dès la petite enfance. La plupart des personnes atteintes de cette maladie se plaignent également de ballonnements fréquents, de « gargouillis » provenant de la gorge, de flatulences fréquentes et d’une mauvaise tolérance aux boissons gazeuses. De nombreux patients ressentent une distension abdominale notable, les hommes comme les femmes déclarant qu'ils ont l'air « enceintes de six mois » à la fin de la journée. À mesure que l’air est libéré pendant la nuit, l’abdomen reprendra une apparence plus normale le matin.
Le muscle cricopharyngien est également décrit comme le sphincter œsophagien supérieur. C'est un muscle circulaire situé à la base de la gorge, derrière le larynx. Le muscle est fermé (en contraction active) à tout moment et s'ouvre pour avaler ou pour permettre le soulagement de la pression dans l'œsophage par le biais de rots ou de vomissements. Dans le cas du DCPR, la fonction de déglutition du muscle est normale, mais la réaction à la pression dans l'œsophage est absente.
Le diagnostic du DCPR est obtenu principalement grâce à une correspondance positive des symptômes révélateurs. De nombreux patients obtiennent enfin un diagnostic précis de DCPR après avoir été soumis à des années de tests et de traitements infructueux pour des troubles gastro-intestinaux tels que le RGO, l'aérophagie, le dysfonctionnement de la vésicule biliaire et le SII.

## Traitement
Le traitement initial du DCPR est une injection de toxine botulique dans le muscle cricopharyngien. La toxine affaiblira ou paralysera temporairement le muscle. Les effets directs de la toxine durent en moyenne trois mois. Pour la plupart des patients atteints de DCPR, cette procédure permet de faire disparaître les symptômes. Pour beaucoup, les effets de l'injection peuvent aller au-delà des trois premiers mois. 30% des patients relatent des problèmes de déglutition après l'injection, lesquels s'estompent généralement après 3-4 semaines.
Le premier traitement est généralement effectué sous anesthésie générale. La procédure dure 15-20 minutes et résulte en un mal de gorge bénin. L'effet de la toxine botulique est retardé d'en moyenne trois jours et la majorité des patients qui y qui réagissent positivement déclarent pouvoir roter au bout de cinq jours après le traitement.
Si l'injection s'avère inefficace, la myotomie partiale du cricopharyngien peut constituer une alternative.

### Guérison
Une étude de 2022 rapporte 88.2 % d'efficacité pour le traitement à la toxine botulique. L'effet indésirable le plus commun mis en évidence par l'étude est la difficulté bénigne et temporaire pour avaler.
Un petit pourcentage de patients aura besoin d'une injection supplémentaire pour bénéficier d'effets durables.